# Pseudomugil gertrudae
Pseudomugil gertrudae Weber, 1911 è un pesce di acqua dolce appartenente alla famiglia Pseudomugilidae, che proviene dall'Oceania e dall'Asia.

## Distribuzione e habitat
Proviene dai ruscelli di Isole Aru, Australia e Nuova Guinea; è una specie di acqua dolce che può spingersi in acque salmastre e che vive soprattutto nelle zone con substrati molli, ricche di vegetazione.

## Descrizione
In questa specie il dimorfismo sessuale è molto marcato: il maschio ha le pinne dorsali macchiate di nero e molto più lunghe di quelle della femmina. Il corpo di questi pesci è piatto sul dorso e presenta una colorazione azzurra-verde o giallastra. È un pesce molto piccolo infatti raggiunge al massimo i 3.8 cm.

## Biologia

### Comportamento
Può formare piccoli gruppi.

### Riproduzione
È oviparo e la fecondazione è esterna; non ci sono cure nei confronti delle uova.